# Aérodrome de Taza
L'Aéroport de Taza est un aéroport desservant Taza, au Maroc. Il est principalement utilisé à ce jour par la brigade des pompiers pour les feux de forêt ainsi que pour la distribution de pesticides. Il accueille uniquement des avions d'au plus de 5 700 kg.

## Situation

### Carte des aéroports du Maroc
| \| 100 km1:10 004 000 \| Ouezzane Agadir Al Hoceima Meknès Béni Mellal Bouarfa Casablanca-Tit Mellil Casablanca-Mohammed V Errachidia Essaouira Fès Guelmim Ifrane Kénitra Khouribga Marrakech Nador Ouarzazate Oujda Rabat-Salé Tanger Zagora Tan-Tan Tarfaya Tétouan Benslimane Sidi Slimane Inezgane Ben Guerir Taroudant Taza |
| 100 km1:10 004 000 |